# سیارک ۱۰۵۵۷
سیارک ۱۰۵۵۷ (به انگلیسی: 10557 Rowland، نامگذاری:1993RL5) ده هزار و پانصد و پنجاه و هفتمین سیارک کشف شده‌است که در ۱۵ سپتامبر ۱۹۹۳ کشف شد.
قدر مطلق سیارک برابر ۱۴٫۳۰ است.